# Paul Radom
Paul Radom (* 1. Oktober 2002) ist ein deutscher Schauspieler und Fußballspieler.

## Werdegang
Radom verkörperte im Jahr 2017 den vermissten Schüler Erik Obendorf in drei Episoden der Netflix-Serie Dark.
Als Fußballspieler wechselte er 2017 vom BFC Dynamo zum Stadtrivalen Tennis Borussia Berlin, bei dem er ein Jahr blieb. Seitdem spielt er beim 1. FC Magdeburg. Für die U19-Mannschaft der Magdeburger kommt der in der Abwehr sowie im Mittelfeld einsetzbare Radom seit der Spielzeit 2019/20 in der A-Junioren-Bundesliga Staffel Nord/Nordost zum Einsatz. In seiner ersten Saison spielte er 19-mal und erzielte mit seinem Team den Klassenerhalt. Nach 4 Pflichtspieleinsätzen in der Saison 2020/21 wechselte er zur Spielzeit 2021/22 für eine Saison zum Sechstligisten SV Altlüdersdorf.

## Filmografie
- 2017: Dark (Fernsehserie, 3 Episoden)